# Rocco Siffredi
Rocco Siffredi là một diễn viên, đạo diễn, nhà sản xuất phim khiêu dâm nổi tiếng người Italia
Gia tài nghệ thuật của anh là 1.300 bộ phim cấm trẻ em dưới 18 tuổi và bạn diễn của anh là hàng nghìn cô gái trẻ đẹp bốc lửa.
Anh có một cuộc hôn nhân hạnh phúc và bền vững với Rosa Caracciolo, cựu hoa hậu Hungary trong hơn 10 năm qua. Gặp cô tại Liên hoan phim Cannes đầu thập niên 90 thế kỷ trước, anh phải lòng cô từ cái nhìn đầu tiên và hai người kết hôn vài tháng sau đó. Hai vợ chồng từng cùng nhau đóng một số phim nóng bỏng như "Rocco và người vệ sĩ", "Tarzan X", "Hầu tước vùng Sade" và "Siêu mẫu"... Sự kết hợp giữa họ còn cho ra đời 2 cậu bé xinh xắn Lorenzo và Leonardo
Nhận xét về vợ, Siffredi hóm hỉnh nói: "Cô ấy là người ngọt ngào và thông minh. Cô ấy rất biết sự khác biệt giữa làm tình vì tiền và làm tình vì tình".
Anh được phong danh hiệu Con Chim Vàng (Golden Penis).

## Giải thưởng
Siffredi đã giành được gần 40 giải AVN (list) lần đầu tiên vào năm 1991 cho - Video Cảnh sex nhóm hay nhất (Buttman's Ultimate Workout). Các giải khác gồm:
- Đạo diễn xuất sắc nhất - Foreign Release (Who Fucked Rocco?)
- Series Video xuất sắc nhất (Rocco: Animal Trainer)
- Đạo diễn xuất sắc nhất - Video (Ass Collector)
- Nam diễn viên của năm 1993, 1996 và 2003
- Cảnh sex hậu môn hay nhất - Film (The Fashionistas)
- Giải thưởng nhà nghề (Rocco's Initiations 9)
- Giải phim nước ngoài hay nhất (Rocco: Animal Trainer 3)
- Giải thương lớn của AVN

## Liên kết
- RoccoSiffredi - Official American Site
- RoccoSiffredi - Official American Site in french
- RoccoSiffredi - Official Italian Site
- Rocco Siffredi interview at lukeisback.com
- Minneapolis Band J.U.L.P's 7" "Cheap EP" (có sự tham gia của the song "Cookies (Rocco Siffredi) at Sursumcorda.com Lưu trữ ngày 20 tháng 11 năm 2008 tại Wayback Machine